# 大谷雅恵
大谷 雅恵（おおたに まさえ、1982年2月25日 - ）は、日本の歌手、女優、芸術家。女性アイドルグループ「メロン記念日」の元メンバー。宮崎県生まれの北海道室蘭市育ち。血液型はO型。愛称はマサオ、まぁしぃ等。

## 人物
- メロン記念日では「ボーイッシュ担当」であるが、メンバー中最も女の子らしい性格だと言われる。
- 着うたサイト『mero.jp』にてソロ楽曲を配信。過去にアップフロントエージェンシー（現：アップフロントプロモーション）に所属していた。現在の所属事務所等は不明。
- 髪形をよく変える。基本はショートヘアで髪色を頻繁に変えている。2004年はエクステをつけてロングヘアー風にしていたこともあったが、地毛で一番伸ばしていた時期でもある。
- おでこがチャームポイント。縦に7.5cm
- ザリガニにエビータという名をつけ飼っていた。
- 中学時代はメガネをしていて人見知りな所が有った。今でもその人見知りな所は続いている。本人曰く「思考が深い人」。
- 好きな食べ物はマグロ（特に刺身）で、ブログによく画像が掲載されている。
- 女優の横内亜弓と仲が良い。
- シンガーソングライター、上野まなと交流があり、まなぁしい（上野まな+大谷雅恵）名義で企画ライブ、イベントを開催。
- 2022年4月のインタビューで、コロナ禍で生活苦になり、一時は生活保護を受け自己破産もしたことを明らかにした[2]。なお、2022年9月現在では収入の目処が立っており、2021年7月以降は生活保護は受けていない[3]。2023年4月からは正社員雇用に向けて就職活動中であることも報告している[4]。同年5月18日にネイリストとして正社員に採用されたことをSNSで報告したが、2024年9月28日には辞職したことを報告している[5]。
- 結婚を考えて、男性と約5年間付き合い同棲もしていたが、別れたという。因みに、「多分一人きりはダメだなと思って。」と寂しさを紛らわすためにも犬を引き取った[6]。

## 略歴
1999年
- 「第2回モーニング娘。&平家みちよ妹分オーディション」に合格。

同時に合格した斉藤瞳・柴田あゆみ・村田めぐみと共にメロン記念日を結成。2000年2月にデビュー。
2004年
- ハロー!プロジェクトフットサルチーム「Gatas Brilhantes H.P.」に参加。同年3月27日の第4回東京都女子フットサル大会にベンチ入りしたが、試合には出場する事無く、同大会後に程なくして同チームを引退した。

2010年
- 5月3日、中野サンプラザでの公演、メロン記念日FINAL STAGE『MELON'S NOT DEAD』を以ってメロン記念日メンバーとしての活動を終了。
- 5月5日、アメーバブログ開設。
- 5月19日、所属事務所であるアップフロントエージェンシー（現：アップフロントプロモーション）を離れたことをブログで発表[7]。
- 8月、mero.jpにてソロデビュー曲「Killing My Caddy」配信開始。
- 9月、mero.jpにてソロ第二弾「ENDLESS LOVE」を配信開始。
- 10月、新宿ロフトのフリーペーパー「Rooftop」にコラム「人生いつでも初体験」を連載開始。
- 12月、mero.jpにてソロ第三弾「BANGIN'」を配信開始。

2011年
- 1月12日、「大谷雅恵 aka ひまわり」名義で1stシングル「Killing My Caddy」リリース。
- 2月9日、2ndシングル「ENDLESS LOVE」リリース。
- 4月6日、3rdシングル「BANGIN'」リリース。
- 4月16日、東京の代々木公園にて、『負けるものか！！頑張れ東北！！！』と題した「東北地方 太平洋沖地震」の募金活動をメロン記念日の元メンバー全員で行った[8]。
- 12月3日、阿佐ヶ谷トークライブ『しゃべりおさめ』の会場限定数量限定で「MERRY CHRISTMAS SPECIAL MIX CD」を発売。

2012年
- 4月28日、4thシングル「JUMP!!!!!」をライブ会場で200枚限定で発売。

2013年
- 12月、Twitterを休止したが5日で復活。31日、メロン記念日として「太陽とシスコムーン」とともに一夜限りの復活。

2016年
- 1月31日、同日付けの自身のブログにて日韓音楽交流アーティスト「4C CREW」のメンバーとして活動していく事を発表。

## 作品
メロン記念日時代の楽曲は「メロン記念日のディスコグラフィ」を参照のこと。

### シングル
1. Killing My Caddy（2010年8月12日配信開始、2011年1月12日CDリリース）
  - 作詞・作曲・編曲：藤末樹
2. ENDLESS LOVE（2010年9月29日配信開始、2011年2月9日CDリリース）
  - 作詞：大谷雅恵 a.k.a ひまわり／作曲・編曲：藤末樹
  - ENDLESS LOVE (Naked Version)及びKilling My Caddy (Mug-Rock REMIX)収録
3. BANGIN'（2010年12月27日配信開始、2011年4月6日CDリリース）
  - 作詞：min-hwa／作曲・編曲：藤末樹
  - BANGIN' (Mug-Rock REMIX)収録
4. JUMP!!!!!（2012年4月28日、ライブ会場にて200枚限定発売）
  - 作詞・作曲・編曲：藤末樹
5. MUSIC（2012年6月30日、ライブ会場にて数量限定発売）
  - 作詞・作曲・編曲：藤末樹
6. BOY'S（2013年2月25日、ライブ会場にて数量限定発売）
7. CALL ME POP（2014年2月25日、ライブ会場にて数量限定発売）
8. my love（2014年10月10日、ライブ会場にて数量限定発売）
  - Natural Born featuring.Otani Masaeでリリース。

### ミニアルバム
1. 33（2015年4月19日発売）

### 映像作品
1. OTANI MASAE BIRTHDAY LIVE Birthday+Payday=Everyone Together!!!!!!（2014年2月25日、ライブ会場にて数量限定発売）※初のライブDVD

## 出演

### テレビ
- 魔女っ娘。梨華ちゃんのマジカル美勇伝（2004年11月11日 - 15日・29日・30日、テレビ東京）
- 娘DOKYU!（2005年8月18日 - 2006年9月29日、テレビ東京）
- mero.jpミュージックChannel（2010年8月12日、TOKYO MXテレビ）

### ラジオ
- TBC FUNふぃーるど・モーレツモーダッシュ（2005年9月12日 - 2008年3月14日、東北放送）
- 柳原可奈子のワンダフルナイト（2014年4月20日・27日、ニッポン放送）

### ネット配信
- 第3回・第23回ハロプロビデオチャット（2005年3月25日・8月23日、ハロー!プロジェクト on フレッツ）

### 映画
- スケバン刑事 コードネーム=麻宮サキ（2006年、東映）

### イベント
- ファンクラブ限定イベント（パシフィックヘブン）
- カジュアルディナーショー（広尾ラ・クロシェット）

### 舞台
- 刻め、我ガ肌ニ君ノ息吹ヲ（2010年9月1日 - 5日、池袋シアターグリーンBIG TREE THEATER）[9]
- 降臨Fight（2011年4月6日 - 12日、吉祥寺シアター）甲斐姫役[10]
- ばらえ邸（2011年7月21日 - 24日、テアトルBONBON）
- SOUL FLOWER（2011年11月9日 - 13日、笹塚ファクトリー）ACTOR'S TRASH ASSH 第15回公演[11]

### ライブ（ソロ・主要ライブ）
- 上野まな×大谷雅恵Presents vol.1 「Let's ポジティブ!」（2012年9月15日、Shibuya Milkyway）
- 上野まな×大谷雅恵Presents vol.2 「みんなでMerry Xmas!!〜そうだ！サンタに会いに行こう♡〜」（2012年12月25日、Shibuya Milkyway）
- 大谷雅恵BIRTHDAY LIVE 誕生日＋給料日＝全員集合!!!!!!（2013年2月25日、Shibuya Milkyway）
- 上野まな×大谷雅恵カフェLIVE&トークイベント『まなぁしぃとカフェタイムだよ♪全員集合♡』（2013年4月20日、アーキテクトカフェ汐留）
- 大谷雅恵BIRTHDAY LIVE 「32歳から始めよう!!」（2014年2月25日、Shibuya Milkyway）

## 所属ユニット
- メロン記念日（2000年-2010年）
- シャッフルユニット
  - 10人祭（2001年）
  - セクシー8（2002年）
  - 7AIR（2003年）
  - H.P.オールスターズ（2004年）

※C/Wの「三角関係」についても稲葉貴子、松浦亜弥、柴田あゆみと歌っている。
- Gatas Brilhantes H.P.（2004年）